# Athysania
Athysania là một chi bướm đêm thuộc họ Erebidae.